# Carmelo Robledo
Carmelo Ambrosio Robledo (Buenos Aires, 13 luglio 1912 – 1981) è stato un pugile argentino.
Ha vinto la medaglia d'oro olimpica alle Olimpiadi 1932 svoltesi a Los Angeles nella categoria pesi piuma, battendo in finale il tedesco Josef Schleinkofer.
Ha partecipato anche alle Olimpiadi 1928 gareggiando nella categoria pesi gallo.